# 츠유구치 시게루
 츠유구치 시게루  (露口　茂, 1932년 4월 8일~ )는 일본의 배우이다.

## 생애
1932년 4월 8일 도쿄부 도쿄시에서 태어났다. 신장은 175cm. 1964년 이마무라 쇼헤이 감독의 붉은 살의 연기로 눈길을 끌었다.
닛테레에서 방영된 형사 드라마《太陽にほえろ！(태양에 짖어라)》에 1972년부터 1986년에 출연 해 인기를 얻었다.
1995년 지브리 영화 "《귀를 기울이면》 '에서 바론의 목소리 더빙을 맡았다.

## 출연 작품

### 드라마
- 《미토 고몬제 1부》(1969년) - 후루카와 효고 역
- 연속 TV 소설 (NHK)
  - 《오하나항》(1966년) ·
  - 《마유코 혼자》(1971년)
- 《태양에 짖어라》(1972년 ~ 1986년, 닛테레) - 야마무라 세이이치 역
- 대하드라마 (NHK)
  - 《나라 훔친 이야기》 (1973년 드라마) - 쓰즈라 주조 역
  - 《바람과 구름과 무지개와》 (1976년 드라마) - 후지와라노 히데사토 역
- 《아수라의 고토쿠시즌 2는》 (1980년) - 사토미 타카오 역
- 《기묘한 이야기의 에피소드 목록》3명 죽다　(1991년)
- 《슈차쿠에키 시리즈1-4》 (1990-94년)

### 영화
- 《일본곤충기》 (1963년) ·
- 《붉은 살의》 (1964년)
- 《안개 깃발》 (1965년)
- 《호수의 여자》 (1966년)
- 《인간증발》 (1967년)
- 《자식 딸린 늑대: 아이와 솜씨 빌려드립니다》 (1972년)
- 《에에자나이카》 (1981년)
- 《귀를 기울이면》 (1995년) - 훈베르트 폰 짓킨겐 남작목소리